# マネジメント 基本と原則
『マネジメント 基本と原則』（マネジメント きほんとげんそく）は、ピーター・ドラッカーによって書かれた書籍。

## 概要
ダイヤモンド社から2001年12月発行。ピーター・ドラッカーの大著『マネジメント 課題、責任、実践』を初心者向けに一冊にまとめた入門書。
もし高校野球の女子マネージャーがドラッカーの『マネジメント』を読んだらはキャラクターがこの書籍をテキストとして使用していた。
2010年の書籍売り上げ1位は「もし高校野球の女子マネージャーがドラッカーの『マネジメント』を読んだら」であり、同年この書籍は10位であった。
2020年時点での売り上げ部数は123万部。ダイヤモンド社の歴代書籍売り上げ部数で3位。